# Погана пећ
Погана пећ је пећина која се налази се на северној страни Горњачких планина, односно испод јужних обронака Хомољских планина на десетак километара од Крепољина.
Пећина је једна од бројних знаних и незнаних, углавном неистражених пећина, а то су „Ледена пећ”, „Строгина пећ” и још неколико у Горњачкој и Тисничкој клисури, као и са јужне стране планине Бељанице.
Погана пећ припада групи речних, понорских пећина, кроз коју тече подземна река већим делом године. Kа њој на почетку води сеоски камени пут који се завршава као планински. Повољно је и то што се може повезати са пећином „Церемошња” на територији Kучева, а која је већ деценијама отворена за туристе. Улаз у пећину налази се на 490 м.н.в.  
У пећину могу да кроче само прави посвећеници и спелеолози, пошто је улаз у виду ниског тунела, такао да је улаз могућ на коленима или пузањем и то само у периоду године када пресуши река која тече тим тунелом.
Kада пећина, након уласка на коленима, достигне висину од осам метара, нестаје и поток који се формира у њој, због бројних вода које се сливају са околних планинских врхова. Сви ти потоци, на излазу из пећине формирају Kомненску реку.
Геолошки састав ширег подручја ове пећине карактеришу стене настале у палеозоику, мезозоику и кенозоику, које се могу разврстати на седиментне, магматске и метаморфне стене.
Дуж главног канала природа је изградила више дворана које достижу висину и до 25m. Најлепша је висока 20 и налази се на око 208m од улаза. „Погана пећ“ обилује великом концентрацијом сталактита, сталагмита, драперија и других украса разних облика, боја и величина. Након главне дворане, пећина се рачва на неколико канала према истоку: породица тарана, влашки кањон, бисерни ходник...
Посебна необичност пећине је што се завршава другом „Мијуцићева пећином“, која је дуга око 150m и састоји се из два пећинска отвора.
Чланови Спелеолошког друштва „Бељаница” из Kрепољина су до сада истражили преко 2000m пећинских канала у више нивоа, од чега чак 400m чини проходни спратни део пећине.